# Skyscraper
Skyscraper är ett album av David Lee Roth, utgivet 1988 på Warner Bros. Records.
Skivan sålde i över 3 miljoner exemplar redan första året och Roth fick en stor hit med låten "Just Like Paradise". Efter skivan spelats in lämnade basisten Billy Sheehan Roths soloband. 1989 lämnade även gitarristen Steve Vai bandet.

## Låtlista
1. "Knucklebones" (Gregg Bissonette/Matt Bissonette/David Lee Roth) - 3:18
2. "Just Like Paradise" (David Lee Roth/Brett Tuggle) - 4:03
3. "The Bottom Line" (David Lee Roth/Steve Vai) - 3:37
4. "Skyscraper" (David Lee Roth/Steve Vai) - 3:38
5. "Damn Good" (David Lee Roth/Steve Vai) - 5:49
6. "Hot Dog and a Shake" (David Lee Roth/Steve Vai) - 3:19
7. "Stand Up" (David Lee Roth/Brett Tuggle) - 4:39
8. "Hina" (David Lee Roth/Steve Vai) - 4:40
9. "Perfect Timing" (David Lee Roth/Brett Tuggle) - 3:41
10. "Two Fools a Minute" (David Lee Roth/Steve Vai) - 4:28